# Elezioni statali in Sassonia del 2024
Le elezioni statali in Sassonia del 2024 si sono tenute il 1º settembre e hanno rinnovato i 120 membri del Landtag della Sassonia.

## Risultati elettorali
|             |                                                |               |                      |                      |               |                  |                      |                      |                  |                            |                            |
| Partito     | Partito                                        | Liste dirette | Liste dirette        | Liste dirette        | Liste dirette | Liste partitiche | Liste partitiche     | Liste partitiche     | Liste partitiche | Seggi totali (cambiamento) | Seggi totali (cambiamento) |
| Partito     | Partito                                        | Voti          | Voti % (cambiamento) | Voti % (cambiamento) | Seggi         | Voti             | Voti % (cambiamento) | Voti % (cambiamento) | Seggi            | Seggi totali (cambiamento) | Seggi totali (cambiamento) |
|             | Unione Cristiano-Democratica di Germania (CDU) | 805,231       | 34.43%               | 1.9%                 | 27            | 749,216          | 31,9%                | 0,2%                 | 14               | 41                         | 4                          |
|             | Alternativa per la Germania (AfD)              | 794,176       | 33,96%               | 5,5%                 | 28            | 719,274          | 30.63%               | 13.2%                | 12               | 40                         | 2                          |
|             | Bündnis Sahra Wagenknecht                      | 148,350       | 6.34%                | Nuovo                | 0             | 277,173          | 11,8%                | Nuovo                | 15               | 15                         | Nuovo                      |
|             | Partito Socialdemocratico di Germania (SPD)    | 144,407       | 6,1%                 | 2,6%                 | 0             | 172,002          | 7,3%                 | 1,8%                 | 10               | 10                         | 1                          |
|             | Alleanza 90/I Verdi (Grünen)                   | 119,016       | 8,9%                 | 3,i%                 | 2             | 119,964          | 5,1%                 | 2,9%                 | 5                | 7                          | 5                          |
|             | Die Linke                                      | 149,120       | 6,38%                | 1,6%                 | 2             | 104 888          | 4,47%                | 0,7%                 | 4                | 6                          | 8                          |
|             | Liberi Votanti                                 | 113,042       | 4,83%                | Nuovo                | 1             | 53,008           | 2,26%                | Nuovo                | 0                | 1                          | Nuovo                      |
|             |                                                |               |                      |                      |               |                  |                      |                      |                  |                            |                            |
|             | Altri                                          | 65403         |                      | -                    | 0             | 152.323          | -                    | -                    | 0                | 0                          | 0                          |
| Totale voti | Totale voti                                    | 2 338 735     | 74,5%                | 8%                   | 60            | 2 347 916        | 74,5%                | 8%                   | 60               | 120                        | 1                          |
| Voti validi | Voti validi                                    |               | 98,7%                | –                    | –             |                  | 99,0%                | –                    | –                | –                          | –                          |